# 1.ᵉʳ distrito congresional de Montana
El 1.er distrito congresional de Montana es un distrito en la Cámara de Representantes de los Estados Unidos que se repartió después del censo de 2020. Los primeros candidatos se postularán en las elecciones de 2022 para un escaño en el 118.º Congreso.
De 1913 a 1993, Montana tuvo dos escaños en el Congreso. De 1913 a 1919, esos escaños fueron elegidos en una boleta general. Sin embargo, después de 1919, el estado se dividió en distritos geográficos, con el primer distrito cubriendo la parte occidental del estado, incluyendo Missoula, Great Falls, Butte y Helena . Después de 1993, se eliminó el 2.º distrito y se volvió al escaño at-large.
Tras la publicación de los resultados del censo de 2020, Montana se dividió una vez más en dos distritos electorales. El primer distrito reconstituido cubrirá el tercio occidental del estado, en una configuración similar al mapa de 1983-1993. Sin embargo, Helena fue atraída al segundo distrito.